# Малавийская фондовая биржа
Малавийская фондовая биржа — фондовая биржа в Блантайре, Малави. Была образована в 1994 году, однако торговля акциями началась с 1996 года. В настоящее время на бирже котируются акции примерно 10 компаний.